# Kortárs Színpad
Kortárs Színpad 1971-ben alakult műkedvelő együttes a Szakszervezetek Művelődési Házában Nagyváradon. Kőrössi P. József alapította diákokból, fiatal munkásokból és értelmiségiekből.

## Története
1971. december 7-én mutatkozott be a Kortárs Színpad. Majd tevékenységét Hajdú Géza színművész irányította, aki egyben a csoport krónikása. Állandó díszlettervező Kudelász József. Műsorukon verses összeállítások, drámai művek, vígjátékok szerepeltek; rendszeresen adtak elő irodalmi műsorokat is, így Ady, Mihai Eminescu, József Attila, Szilágyi Domokos költészetének adóztak.
Több tagjából idővel hivatásos színész lett (Meleg Vilmos, Tatai Sándor, Simonfi Amália, Bíró József).
Az 1972/73-as évadban hét bemutatóval jelentkeztek, az 1974/75-ösben már tíz premierjük volt. Az 1975/76-os évadban a megye határain túl is ismertté váltak: a Műkedvelő Színjátszók Országos Versenyének megyeközi szakaszában, Zilahon, az együttes három tagja I. díjat nyert alakításával. 1976-ban bejutottak a Megéneklünk Románia Fesztivál első Kolozsvárt tartott országos szakaszára. E keretben 1979-ben Galacon szerepeltek, és országos II. díjat nyertek Gyurkó László A búsképű lovag Don Quijote de la Mancha szörnyűséges kalandjai és gyönyörűszép halála c. színpadi játékával, majd Aradon Tudor Popescu A fészek című darabjának előadásáért az országos IV. díjat szerezték meg.
Az együttes fennállásának tizedik évfordulóját 1981-ben García Lorca Vérnász c. drámájával (Illyés Gyula átültetésében) ünnepelték meg. Az 1983-as bemutatók közül kiemelkedett Brecht Mahagonny városának tündöklése és bukása. A musical kísérőzenéjét Elekes Csaba szerezte. Ősbemutatószámba ment Földi Janka-Bihari Sándor Kádár Kata c. daljátéka. 1984-ben három egyfelvonásossal (Nagy Endre: Tóni; Heltai Jenő: A nagy nő; Molnár Ferenc: Ibolya) húsz előadást értek meg. Az 1985-86-ban tartott öt bemutató közül Tamási Áron Énekes madár c. székely népi játéka, 1987-ben Molnár Ferenc Lilioma aratta a legtöbb tapsot. Művészi igényesség jellemzi zenés-verses műsoraikat is, így Palocsay Zsigmond Őszi monológ c. montázsát, ill. az Én csak kacagni akarok c. gyermekvers-füzért.
Bár a Kortárs Színpad ifjúsági színház programmal indult, a fiatalok életérzésének megszólaltatása során egyre határozottabban népszínházi arcélt nyert. A vásári játékok egészséges népi derűje ragyogta be Sütő András Fügedes, avagy Sáronnak nárcisza, Illyés Gyula Tűvé-tevők és Garai Gábor Bolond Istók c. darabjának bemutatását.
Az 1989-es változás után új lendületet vett amatőr színjátszás keretében a Kortárs Színpad eseménye volt Tamási Áron Rendes feltámadás c. novellájának színpadra vitele Dálnoki Emese és Dálnoki István rendezésében (1990). 20. évfordulójukat 1992. január 7-én ünnepelték meg.
Működésük két évtizede alatt 57 bemutatóval jelentkeztek, s 565 előadásukon 74 480 néző vett részt. A jubileumi ünnepségre készült Meleg Vilmos Krónikás ének c. versösszeállítása.
Szabó András: Lakótelepi Capriccio (1993-94), rendező: Hajdú Géza/Berki László, díszlet- és jelmezterv: Bondár Csaba.